# 羅曼尼夫卡 (別爾季切夫區)
49°53′25″N 28°30′24″E / 49.89028°N 28.50667°E
羅曼尼夫卡（烏克蘭語：Романівка），是烏克蘭的村落，位於該國北部日托米爾州，由別爾季切夫區負責管轄，始建於1350年，面積2.1平方公里，海拔高度267米，2001年人口915，人口密度每平方公里436.75人。